# Молодая кровь (фильм, 2014)
«Молодая кровь» (англ. Son of a Gun) — австралийский фильм-триллер 2014 года режиссёра Джулиуса Эйвери.
Премьера фильма состоялась 20 августа 2014 года на кинофестивале Cinefest Oz. Фильм вышел в прокат в Австралии 16 октября 2014 года.

## Сюжет
Девятнадцатилетний Джесси Райан попадает в тюрьму на шесть месяцев за небольшое преступление. Там он замечает, что группа заключенных во главе с преступником Дэйвом домогается до его соседа по камере. Джесси также встречает известного грабителя Брендана Линча и помогает ему сделать ход в игре в шахматы по переписке. Когда Джесси видит, что группа заключенных собирается напасть на его сокамерника, он начинает с ним драку, чтобы предотвратить атаку. Линч предупреждает Джесси о том, что тот лезет не в своё дело. Позднее, до его сокамерника опять домогаются, и он пытается покончить с собой. Когда Дэйв с его бандой пытаются изнасиловать Джесси, Линч спасает его и убивает Дэйва. Взамен Линч просит его поучаствовать в некоторых проектах, когда Джесси выйдет на свободу.
Через шесть месяцев Джесси выпускают, и он встречается с криминальным боссом Сэмом, с которым Линч играет в шахматы, и его племянником Джошем. Джесси поселяют в апартаменты, где он знакомится с молодой девушкой Ташей, которая даёт Джесси денег и телефон, по которому он должен получать инструкции. Джесси получает инструкции и, следуя им, покупает оружие и захватывает вертолёт. Он направляет вертолёт к тюрьме, где сидит Линч. Линчу удаётся сбежать вместе с двумя сокамерниками, Стерло и Мервем. Когда они останавливаются около магазина, они узнают, что Мерв солгал о причине, по которой его посадили в тюрьму, за что Линч избивает Мерва и исключает из команды.
Втроём они направляются к Сэму, где им предлагают совершить ограбление золотого карьера в Калгурли. Джесси вместе с Линчем отправляется к карьеру, где Линч объясняет ему, что его задачей будет получить доступ к комнате с золотом и убедиться в том, чтобы никто из работников не нажал тревожную кнопку. Затем Линч находит водителя по имени Крис, который должен будет увезти их с места преступления.
На следующий день группа направляется к карьеру. Джесси благополучно удаётся проникнуть в комнату с золотом и запустить остальных членов банды. Линч просит работников залить золото в слитки. В это время Джош простреливает ногу одному из работников. Пока они ждут отлития слитков, приезжает полиция. Завязывается перестрелка, им удаётся скрыться от полиции, но в процессе Стерло смертельно ранят и он умирает.
Сэм предаёт Линч, Джесси и Ташу, но им удаётся бежать. Они направляются в Мельбурн, где у Сэма должна состояться встреча. Джесси и Линчу удаётся убить членов банды Сэма и захватить Джоша в заложники. В процессе допроса Джош говорит им, где находится золото, после чего Линч и Джесси находят Сэма и убивают его.
Перед тем как скрыться, Линч предлагает Джесси 350 тысяч долларов вместо его доли золота. Джесси говорит Линчу, что золото больше не находится у Линча, и что если он хочет получить свою долю, то ему следует отпустить Джесси и Ташу. У Линча нет выхода, и он соглашается. Перед тем как получить золото, его арестовывает полиция и отправляет в тюрьму. Уже в тюрьме Линч получает открытку от Джесси и Таши с инструкциями о том, как получить золото.

## В ролях
- Юэн Макгрегор — Брендан Линч
- Брентон Туэйтес — Джесси Райан
- Алисия Викандер — Таша
- Яцек Коман — Сэм Леннокс
- Мэтью Нэйбл — Стерло
- Том Бадж — Джош
- Нэш Эдгертон — Крис
- Дэймон Херриман — Уилсон

## Критика
Фильм получил смешанные отзывы критиков. На сайте Rotten Tomatoes фильм имеет рейтинг 63 % на основе 65 рецензий со средним баллом 5,7 из 10. На сайте Metacritic фильм имеет оценку 49 из 100 на основе 20 рецензий критиков, что соответствует статусу «смешанные или средние отзывы».